# 江豚
长江露脊鼠海豚（學名：Neophocaena asiaeorientalis ssp. asiaeorientalis）通称江豚，又称长江江豚、江猪、黑鼠海豚、黑露脊鼠海豚等，是产自长江中下游水系的小型淡水鲸。
江豚隶属于鼠海豚科露脊鼠海豚属，该属曾被认为只有露脊鼠海豚（N. phocaenoides）一种，包含三个亚种：印太露脊鼠海豚（N. p. phocaenoides，分布在马祖列岛以南，向西沿着东南亚、南亚、西亚一直到波斯湾的 西太平洋 和 北印度洋 近岸海域），东溟露脊鼠海豚（N. p. sunameri，马祖列岛以北的中国、朝鲜半岛和日本沿岸海域）， 长江露脊鼠海豚（N. p. asiaeorientalis ，长江中下游水系）。现行分类根据新的遗传学和形态学研究，将露脊鼠海豚划为两种： 印太露脊鼠海豚確認为独立物种（沿用露脊鼠海豚的旧名 N. phocaenoides），又称宽脊露脊鼠海豚；而东溟露脊鼠海豚和江豚则共同组成窄脊露脊鼠海豚，江豚因此成为窄脊露脊鼠海豚的指名亚种（N. a. asiaeorientalis）。但也有学者研究认为，东溟露脊鼠海豚和江豚之间有着大量基因差异，且存在生殖隔离，应再分为两个各自独立的种。
随着中国工业的快速发展，长江环境持续恶化，江豚种群的繁衍态势极其严峻。2013年以来IUCN《濒危物种红色名录》评估现状为极危（CR）。2017年5月中国农业部通过了提升江豚为国家一级保护动物的议案。2022年长江江豚科考表明，江豚数量约1249头。

## 名称
有关江豚最早的记载，见于中国第一部字典、东汉学者许慎编著的《说文解字》。书中“䱡（jú，ㄐㄩˊ）”字 条写道：
“䱡魚也。出 樂浪潘國（今属朝鲜）。从魚。匊（jū，ㄐㄩ，古音同 䱡）聲。一曰 䱡魚 出九江。有兩乳。一曰 溥（pū，ㄆㄨ）浮。”
清朝学者段玉裁加注为：“䱡，卽今之江豬，亦曰江豚。樂浪潘國與九江同產此物。”
另见书中“䰽（bèi，ㄅㄟˋ）”字 条：“𩶚（同 䰽）魚也。出 樂浪潘國。从魚。𣎵（bèi，ㄅㄟˋ）聲。”
䱡 和 䰽（𩶚）是江豚最早的名称。由于古人对动物分类的认识尚不明确，虽然注意到江豚“有两乳”，但还是视之为鱼类。而对产地的描述，证明古人在朝鲜海域和长江分别发现过 东溟露脊鼠海豚 和江豚。
晋朝学者郭璞创作的《江赋》，首次出现江豚一词："魚則江豚海狶（同 豨 xī，ㄒㄧ，与 豚字都指猪，海狶 即海豚）”，至今已有 1700 多年历史。江豚躯干肥圆，皮脂较厚且体表裸露，与体毛稀疏的家猪相似，所以古今都称其为江豚（豘）、江猪。
此外，江豚在中国古代还有诸多别称：鯆（bū，ㄅㄨ 或 pū，ㄆㄨ）、𩹲（pū，ㄆㄨ）、䲕（pū，ㄆㄨ）、𩶉（bū，ㄅㄨ 或 bù，ㄅㄨˋ）、𩺼（同 鯆）、鯆鱼、䲕鱼、䱐（fú，ㄈㄨˊ）、䱐魚、鯆䱐、𩹲䱐、䲕䱐、奔䱐、瀱（jì，ㄐ一ˋ）、敷、䱐䰽、水猪、馋鱼等。
英文名 Yangtze Finless Porpoise，即“长江露脊鼠海豚”，可视为江豚的全称。Finless 一词中文译为“露脊”，表示没有背鳍，这正是江豚最显著的特征之一。不译作“无鳍”是为了避免产生歧义，因为江豚并不缺少胸鳍（鳍肢）和尾鳍。

## 分类
江豚被归为鼠海豚科露脊鼠海豚属，该属过去只有露脊鼠海豚（N. phocaenoides）一种，包括两个海洋亚种（印太露脊鼠海豚、东溟露脊鼠海豚）和一个淡水亚种（长江露脊鼠海豚）。2008年以来的遗传学和形态学研究表明，露脊鼠海豚可分成两个独立的种：印太露脊鼠海豚、窄脊露脊鼠海豚（东溟露脊鼠海豚和江豚）。两者早在1.8万年前的末次冰盛期便开始分化，不能互相交配以生育后代。
2018年4月10日，由南京师范大学生命科学学院教授杨光牵头的一众中国学者，在《自然-通讯》期刊联合发表研究报告，指出江豚的遗传变异体或能解释其肾功能变化，以维持血液中的盐水平衡，从而产生对淡水的独特适应性。研究显示，江豚体内与肾功能相关的蛋白基因发生变异，表现出自然选择特征，让它们在更适宜在淡水中生活，这可能反映了保存盐分的某种需求，对于江豚至关重要，但对于其海洋近亲则不是一个问题。根据收集到的49头江豚的基因组数据发现，江豚与东溟露脊鼠海豚存在显著而稳定的遗传分化，已形成各自独立的进化支系，因此可认定为两个不同的种。

## 分布

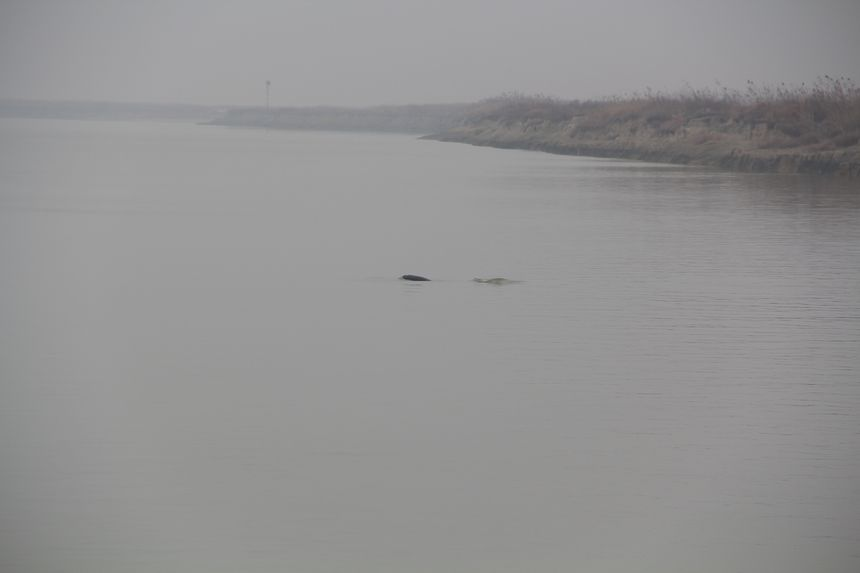
2012年，江西省鄱阳县鄱阳湖中的江豚

江豚(N. a. asiaeorientalis)是唯一栖息于淡水的鼠海豚，仅分布在长江中下游。分布范围 西起宜昌，东至上海长江口，包括洞庭湖、鄱阳湖等毗连长江干流的大小湖泊及支流，但在湘江、赣江等各处支流已基本绝迹，当前的分布几乎完全限于长江干流与洞庭、鄱阳两大湖泊。在2021年赣江出现30余头江豚在赣江扬子洲附近。
遗传学研究证实，江豚和东溟露脊鼠海豚之间很少或没有基因交流，故而可以排除江豚进入海洋生活的可能。

## 特征
江豚的初生幼体全长約70cm，成体全长1.2-1.6m，一般不超过1.8m，体重30-45kg。肤色在一生中沒有太大變化，出生時呈淺灰色，隨著年龄增長，肤色會漸漸加深，成年后通身呈灰黑色。江豚头部圆钝，前额微凸，沒有突出的嘴喙。眼小，牙齒十分細小，齿冠呈匙形（spade－shaped teeth）。背上无鳍，而有数行颗粒状的突起物，延伸至尾鰭前端，像車中的防滑墊。有研究指出，这些突起物在皮膚內層连通神经，可能是感覺結構（sensory structures）。

## 習性
江豚主要捕食小型鱼类，通常以3-6头结成小群，偶尔也会观察到20头的大群，江豚幼豚會贴着母豚背部，跟隨母豚行动。在大风雨来临前，由于气压降低，会频繁出水换气。与胆怯害羞的海洋近亲相比，江豚的性情活泼，行为丰富，并已习惯长江中往来不断的船只。
江豚的性成熟方面，雄性为4-5歲、雌性为5-6歲，多在春末夏初繁殖。江豚的妊娠期达11个月，哺乳期6-15個月。江豚正常壽命約20-30歲，目前最长的纪录為33歲。

## 保護
江豚被列入《华盛顿公约》（CITES）附錄一，表示国际上禁止有關江豚的商業貿易。中国在1988年将其列为国家二级保护动物，随后陆续划出了多个自然保护区，但這些保护区執法不嚴，保護效果并不显著。2006年、2012年、2017年、2022年，中國方面對长江全流域進行江豚科考。
由于长江污染严重，人类活动频繁，江豚的数量一直在不斷减少。世界自然基金会的资料显示，1993年江豚至少还有2700 头。2006年经过考察，估算仅剩约1,225頭。2012-2018年間，長江干流的江豚從505頭降至445頭，相对乐观的是洞庭湖和鄱阳湖的种群降幅较小。
出于江豚的危急状况和社会各界的呼吁，2014年中国农业部发布《关于进一步加强长江江豚保护管理工作的通知》，要求按照国家一级保护动物的标准，对江豚实施最严格的保护和管理措施。2018年5月，长江流域渔政监督管理办公室在上海组织有关专家，对江豚升级为国家一级保护动物进行了专题认证。
2020年12月26日，中国通过《中华人民共和国长江保护法》，加强长江流域生态环境保护工作；同月中国农业农村部亦发布《长江十年禁渔工作“三年强基础”重点任务实施方案》、《长江生物多样性保护实施方案（2021-2025年）》、《长江水生生物保护管理规定》等方案和规定，从政策层面为长江禁捕搭建三年、五年、十年的政策框架。2021年1月1日，长江正式进入“十年禁渔期”。
2021年2月5日，经中国国家林业和草原局、中国农业农村部公布，由国务院批准，调整后的《国家重点保护野生动物名录》正式向公众发布。其中豺、长江江豚等65种由国家二级保护野生动物升为国家一级。
| 保护单位                             | 保护方式 |
| ------------------------------------ | -------- |
| 石首天鹅洲国家级自然保护区           | 迁地保护 |
| 洪湖国家级自然保护区                 | 就地保护 |
| 湖南东洞庭湖国家级自然保护区         | 就地保护 |
| 江西鄱阳湖国家级自然保护区           | 就地保护 |
| 铜陵国家级自然保护区                 | 就地保护 |
| 南京省级自然保护区                   | 就地保护 |
| 镇江省级自然保护区                   | 就地保护 |
| 武汉中国科学院水生生物研究所白鱀豚馆 | 人工饲养 |